# 유럽 질병예방통제센터

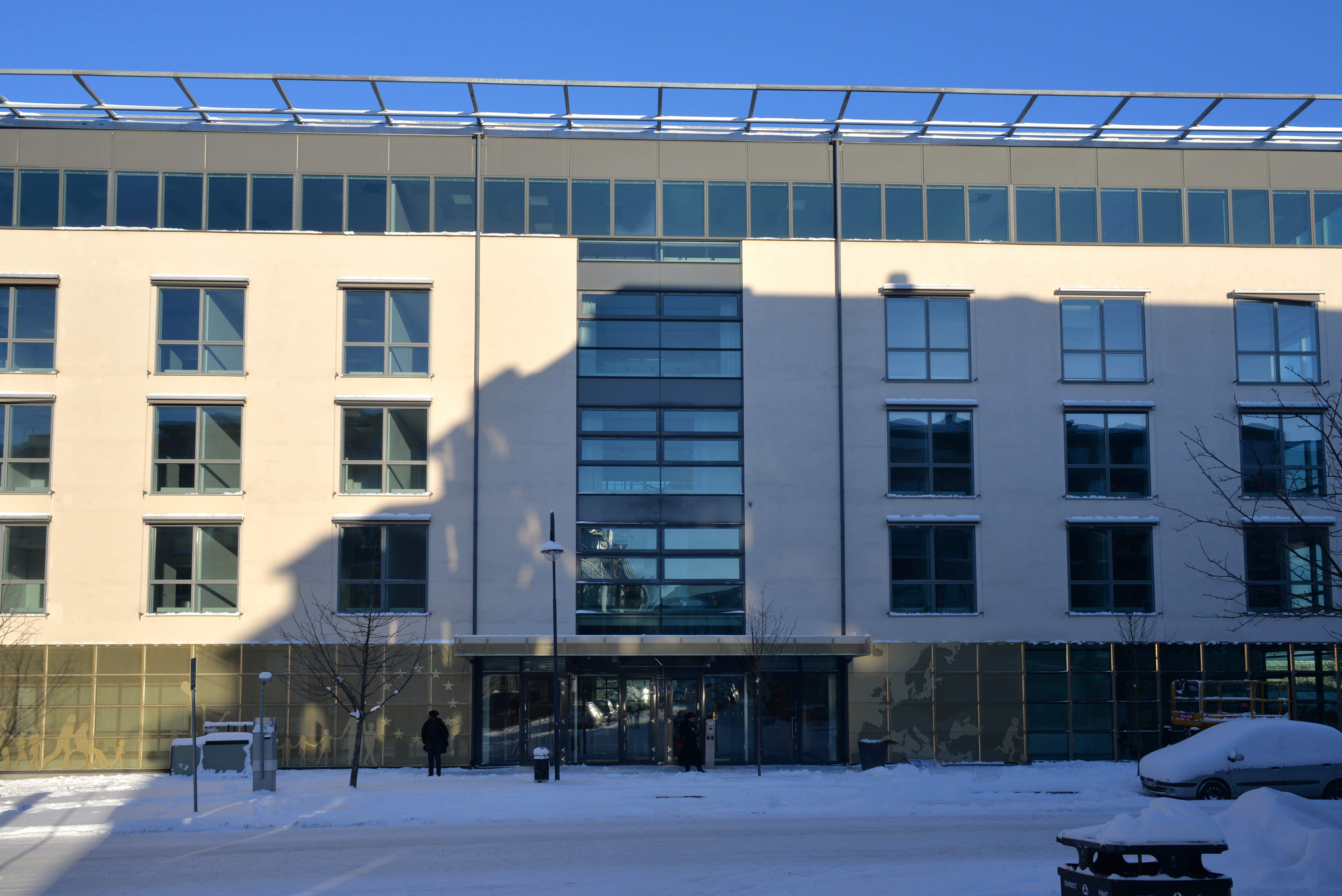
유럽 질병예방통제센터의 사진

유럽 질병예방통제센터(European Centre for Disease Prevention and Control, ECDC)는 감염병에 대항하여 유럽의 방어권을 강화하는 것을 임무로 하는 유럽연합(EU)의 기관이다. 감시, 유행병 인텔리전스, 대응, 과학적 충고, 미생물학, 준비, 공중 보건 훈련, 국제 관계, 보건 소통, 의학 저널 Eurosurveillance 등 다양한 활동을 하고 있다.
이 센터는 2004년에 설립되었으며 스웨덴에 위치하고 있다.

## 같이 보기
- 유럽 의약품청
- 세계보건기구
- 범유행
- 공중보건